# Ojārs Spārītis
Ojārs Spārītis (Priekule, 28 de novembre de 1955) és un polític i historiador de l'art letó. Va ocupar el càrrec de Ministre de Cultura de Letònia del 26 de novembre de 1995 al 7 de novembre de 1996. Actualment és membre del partit Unió d'Agricultors Letons.
El 1979 es va graduar a la facultat de Filologia de la Universitat de Letònia, i el 1987 en història de l'art, departament de teoria de l'Acadèmia d'Art de Letònia. [1] Spārītis des de 1981 ha publicat diversos articles sobre la recerca del patrimoni cultural i la seva protecció, així com d'altres de temes culturals. És autor de diversos llibres. Des del 27 de desembre de 2012 és president de l'Acadèmia de Ciències de Letònia.